# Мчедлишвили, Георгий Иосифович
Гео́ргий Ио́сифович Мчедлишви́ли (груз. გიორგი იოსების ძე მჭედლიშვილი; 16 июня 1921, Тбилиси — 14 апреля 2014, там же) — советский, грузинский патофизиолог, специалист в области исследования микроциркуляции и мозгового кровообращения.

## Биография

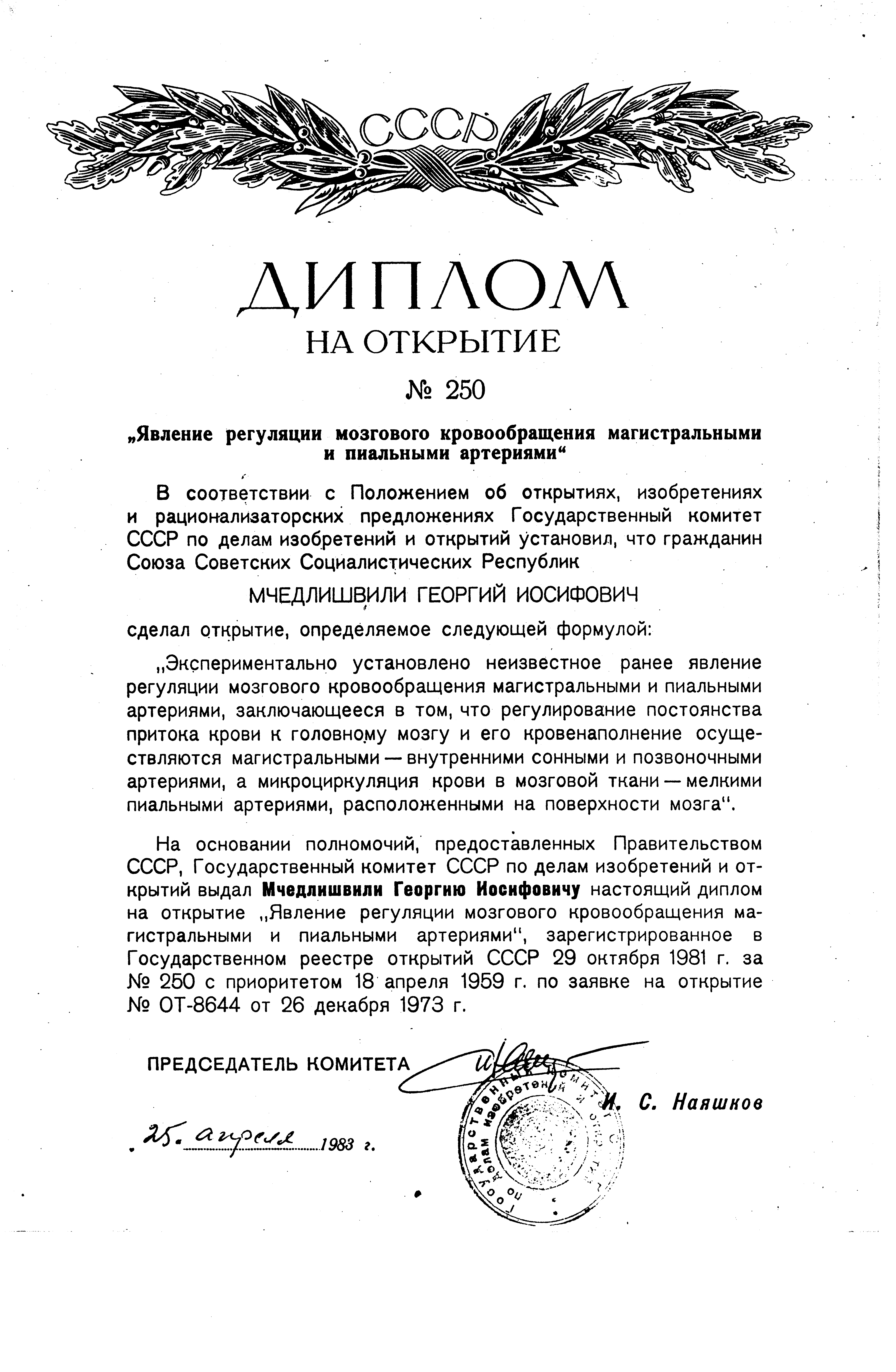
Диплом на открытие № 250 (СССР)

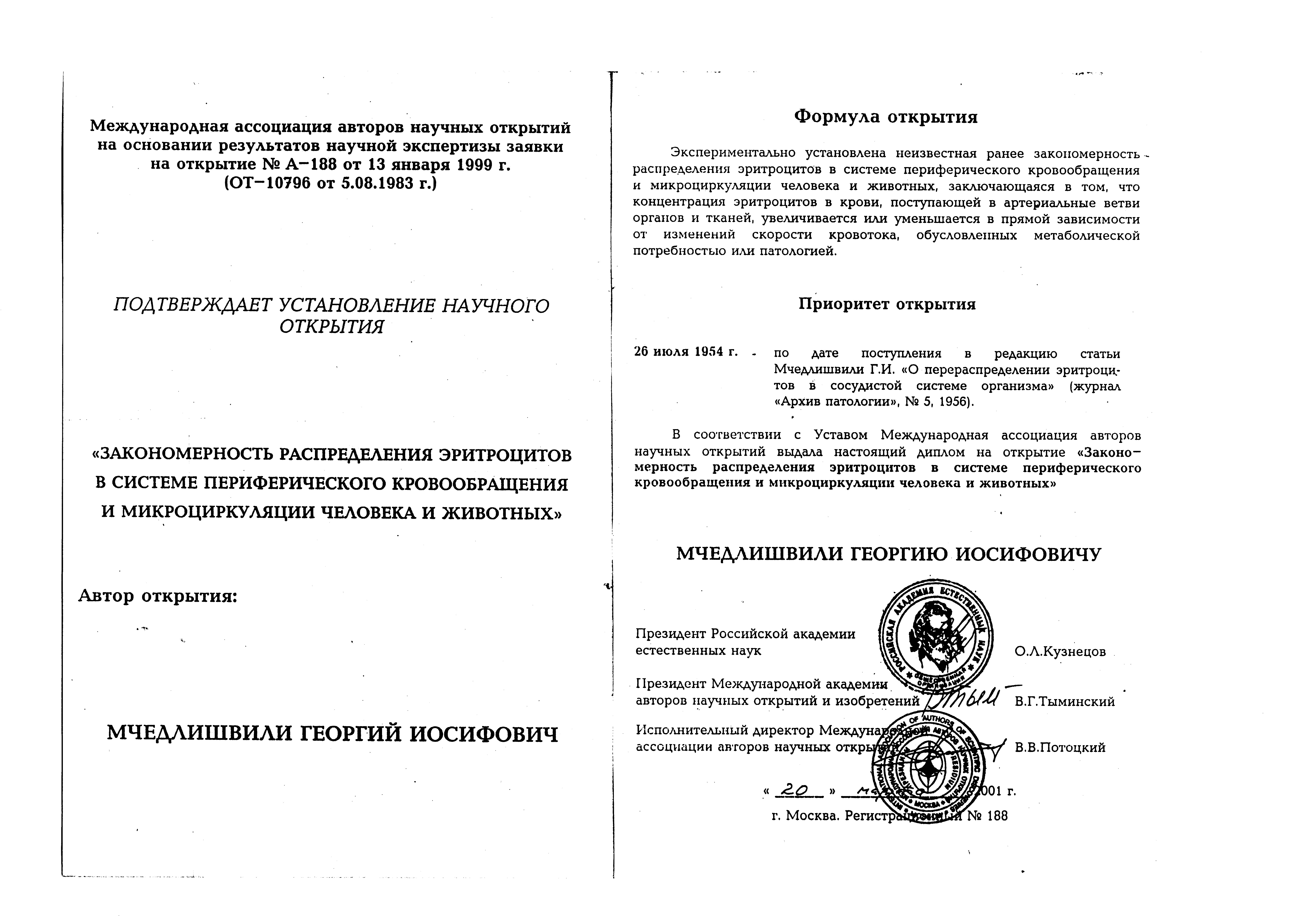
Диплом на открытие (приоритет 1954 года)

В 1939 году окончил в Тбилиси среднюю школу, в 1944 — лечебный факультет Тбилисского медицинского института, в 1947 — там же аспирантуру по специальности «патологическая физиология».
В 1948—1952 годы преподавал на кафедре патологической физиологии Тбилисского медицинского института. С 1952 года работал в Институте физиологии им. И. С. Бериташвили АН Грузии учёным секретарём (1952−1960), руководителем научных подразделений: отдела патофизиологии (до 1963), лаборатории физиологии и патологии кровообращения, с 1986 — Республиканского центра микроциркуляторных исследований.

### Семья
- Отец — Иосиф Павлович Мчедлишвили (1891—1932), гастроэнтеролог.
- Мать — Анна Семёновна Мчедлишвили (урожд. Гринберг) (1894—1978), работница диагностический лаборатории.
- Жена (с 1952) — Марина Владимировна Адамия (1924—2003), выпускница Московской консерватории, пианистка.

Дети:
- Иосиф Георгиевич Мчедлишвили (р. 1953), кинодраматург;
- Нина Георгиевна Мчедлишвили (р. 1955), арфистка.

## Научная деятельность
Научную работу в Институте физиологии им. И. С. Бериташвили АН Грузии начал, ещё будучи студентом. Кандидатскую диссертацию (под руководством В. В. Воронина) защитил в 1947, докторскую — в 1957 году.
Основное направление научных исследований — нормальная и патологическая физиология микроциркуляции и периферического кровообращения, в основном, головного мозга.
- закономерности функционирования кровеносных сетей (1951)
- механизм выключения функционирующих капилляров (1957).

Впервые показал (1956), что концентрация эритроцитов в циркулирующей крови (гематокрит) подвергается закономерным изменениям в разных частях кровеносной системы как в нормальных условиях, так и при патологических состояниях.
Обосновал концепцию о структурировании потока крови как основе её реологических свойств в просвете микрососудов. Согласно этой концепции, нарушения нормального структурирования потока крови вызывают нарушения её текучести в микрососудах, что имеет значение в развитии артериальной гипертензии, инфаркта головного мозга, инфаркта миокарда, диабета, воспаления и пр.
Показал, что развитие сосудистого спазма зависит от специфических нарушений процессов сокращения-расслабления гладких мышц соответствующих мозговых артерий. Выявил роль специфических изменений механических свойств мозговой ткани в развитии отёка головного мозга; ввёл патофизиологическое понятие «предотёк головного мозга» (1981).
Впервые описал два физиологических явления, зарегистрированные как научные открытия: «Закономерности распределения эритроцитов в кровеносной системе человека и животных» (1954), а также «Регулирование мозгового кровообращения магистральными и пиальными артериями» (1959).
Состоял членом редколлегий журналов «Патологическая физиология и экспериментальная терапия», «Бюллетень экспериментальной биологии и медицины», «Experimental Neurology», «Blood Vessels», «Microcirculation» (предыдущее издание), «Microcirculation, Endothelium, Lymphatics», был соредактором журнала «Microcircular Research».
В 1963—1999 годы организовал семь международных симпозиумов по проблемам микроциркуляции и мозгового кровообращения; их дискуссии опубликованы под редакцией Г. И. Мчедлишвили на русском и английском языках в Грузии, Венгрии, США и Японии.
Подготовил кандидатов и докторов наук. Читал лекции в университетах Польши (Вроцлав, Варшава), Швеции (Лунд, Гётеборг), Германии (Кельн, Марбург, Гамбург, Тюбинген, Аахен), США (Филадельфия, Балтимор, Лос-Анджелес, Сан-Диего, Айова).
Автор около 700 научных работ, изданных на грузинском, русском, английском и немецком языках, в числе которых 7 монографий, более 370 статей и более 300 тезисов докладов, 25 статей в энциклопедиях, главы в учебниках и руководствах (в том числе в учебнике по патологической физиологии А. Д. Адо, 1980, 1994, 2000, 2001, — главы о периферическом кровообращении и микроциркуляции).
- Мчедлишвили Г. И. Вопросы патофизиологии капиллярного кровообращения : Автореф. дис. … д-ра мед. наук. — Тбилиси : Изд-во Акад. наук Груз. ССР, 1952. — 52 с.
- Мчедлишвили Г. И. Воронин. (1870—1960). — Тбилиси : Мецниереба, 1971. — 101 с. — 1500 экз.
- Мчедлишвили Г. И. В. В. Воронин. — М. : Медицина, 1973. — 44 с. — (Научно-популярная медицинская литература . Выдающиеся деятели отечественной медицины и здравоохранения). — 9000 экз.
- Мчедлишвили Г. И. Жизнь и деятельность В. В. Воронина // Сб. тр., посв. шестидесятилетию науч.-пед. деятельности и восьмидесятилетию со дня рождения почётного члена АН ГССР В. В. Воронина. — Тбилиси : Б. и., 1952. — С.19-33.
- Мчедлишвили Г. И. К гемодинамике капиллярного кровообращения // Физиол. журн. СССР им. И. М. Сеченова. — 1951. — Т. 37, № 3. — С. 304—311.
- Мчедлишвили Г. И. Капиллярное кровообращение. — Тбилиси : Изд-во Акад. наук Груз. ССР, 1958. — 186 с.
- Мчедлишвили Г. И. Кровообращение и его значение в жизни организмов. — Тбилиси : Изд-во Акад. наук Груз. ССР, 1956. — 74 с. — (Научно-популярная серия)
- Мчедлишвили Г. И. Микроциркуляция крови : Общ. закономерности регулирования и нарушений. — Л : Наука, 1989. — 295 с. — 1700 экз. — ISBN 5-02-025699-4
- Мчедлишвили Г. И. О воспалительных изменениях капиллярного кровообращения // Сб. тр., посв. шестидесятилетию науч.-пед. деятельности и восьмидесятилетию со дня рождения почётного члена АН ГССР В. В. Воронина. — Тбилиси : Б. и., 1952. — С.149-161.
- Мчедлишвили Г. И. Отчёт о командировке в ФРГ / АН СССР. Всесоюз. ин-т науч. и техн. информации. — Москва : Б. и., 1968. — 16 с.
- Мчедлишвили Г. И. Отчёт о командировке в Швецию [для ознакомления с новейшими методами исследования в области нормальной и патологической физиологии мозгового кровообращения] / Акад. наук СССР. Всесоюз. ин-т науч. и техн. информации. — Москва : Б. и., 1964. — 14 с.
- Мчедлишвили Г. И. Системный анализ проблемы «Механизмы нормального и патологического функционирования артерий головного мозга»: [Материалы] : К IV тбил. симпоз. «Кровоснабжение голов. мозга». — Тбилиси : Мецниереба, 1977. — 38 с. — 300 экз.
- Мчедлишвили Г. И. Спазм артерий головного мозга. — Тбилиси : Мецниереба, 1977. — 181 с. — 2000 экз.
- Мчедлишвили Г. И. Функция сосудистых механизмов головного мозга : Их роль в регулировании и в патологии мозгового кровообращения. — Л.: Наука, 1968. — 203 с.
- Мчедлишвили Г. И. Экспериментальные исследования капиллярного кровообращения : Автореф. дис. … д-ра мед. наук. — Тбилиси, 1957. — 22 с.
- Mchedlishvili G. I. Arterial behavior and blood circulation in the brain / ed. by J. A. Bevan. — New York : Consultants Bureau, 1986. — 338 p. — ISBN 0306109859
- Mchedlishvili G. I. Vascular mechanisms of the brain. — New York: Consultants Bureau, 1972. — 119 p. — ISBN 0306108704

редактор
- Корреляция кровоснабжения с метаболизмом и функцией : Тр. междунар. симпоз. Тбилиси, 27-31 мая 1968 г. / Под общ. ред. Г. И. Мчедлишвили. — Тбилиси : Мецниереба, 1969. — 294 с. — 1500 экз.
- Отек головного мозга : Рассмотрение патофизиол. механизмов на основе систем. подхода на 5-м Тбил. симпоз. по мозговому кровообращению, 20-23 апр. 1983 г. / Сост. и ред. Г. И. Мчедлишвили. — Тбилиси : Мецниереба, 1986. — 174 с. — 2000 экз.
- Регуляция мозгового кровообращения : Тр. IV Тбил. симпоз. по мозговому кровообращению, 19-21 апр. 1978 г. / Общ. ред. Г. И. Мчедлишвили. — Тбилиси : Мецниереба, 1980. — 158 с. — 1600 экз.
- Современные проблемы морфологии, физиологии и патологии : Сб. тр., посвящ. В. В. Воронину в связи с 90-летием со дня рождения / [Ред. Г. И. Мчедлишвили]. — Тбилиси : Изд-во Акад. наук Груз. ССР, 1962. — 265 с.